# Université Transilvania (Brașov)
Pour les articles homonymes, voir Université Transilvania.
L'université « Transilvania » est l'université  publique de Brașov, Roumanie, fondée en 1971 par l'union entre les deux principales structures d'enseignement supérieur existantes (Institutul Pedagogic et Institutul Politehnic).

## Historique
L'historique de l'université remonte en 1940 avec les bases de l'enseignement supérieur à Brașov (dans le cadre de l'Académie Nationale de Commerce et l'Institut d'études Mécaniques forcées de déménager de Cluj, à la suite des décisions du Deuxième arbitrage de Vienne). Pendant neuf ans, l'Académie enseignera sous le nom de l'« Institut de Planification ».  
En 1953, l'Institut de Sylviculture (Institutul de Silvicultura Brașov) devient « Institut Forestier » (Institutul Forestier) et il fusionne avec l'Institut de Mécanique, créant ainsi l'« Institut Polytechnique de Brașov ». 
En 1960, l'Institut pédagogique est fondé. La fusion entre l'Institut pédagogique et l'Institut polytechnique va créer, en 1971, l'« université de Brașov », qui est renommée en Universitatea Transilvania en 1991).

## Structure
Les facultés :
- Facultatea de Inginerie Mecanică (Mécanique)
- Facultatea de Inginerie Tehnologică (Technologies)
- Facultatea de Știință și Ingineria Materialelor (Sciences)
- Facultatea de Inginerie Electrică și Știința calculatoarelor (Électronique et Informatique)
- Facultatea de Design de Produs și Mediu (Design de Produit et Environnement)
- Facultatea de Silvicultură și Exploatări Forestiere (Industrie Forestière)
- Facultatea de Industria Lemnului (Industrie des Meubles)
- Facultatea de Științe Economice (Sciences Économiques)
- Facultatea de Matematică - Informatică (Mathématiques et Informatiques)
- Facultatea de Muzică (Musique)
- Facultatea de Medicină (Médecine)
- Facultatea de Drept și Sociologie
- Facultatea de Educație Fizică și Sport (Sports)
- Facultatea de Litere (Lettres)
- Facultatea de Construcții (Constructions)
- Facultatea de Psihologie și Științele Educației (Psychologie)
- Facultatea de Alimentatie si Turism (Tourisme)

## Départements de recherche
- Les énergies renouvelables et les systèmes de recyclage
- Produits de haute technicité pour les voitures
- Gestion durable des ressources forestières et la reconstruction écologique
- Haute précision produits mécaniques et systèmes mécatroniques
- Techniques des systèmes de fabrication de pointe
- Eco-biotechnologie de l'équipement dans l'agriculture
- Advanced Electrical Systems
- Des techniques des matériaux avancés, métaux, céramiques et composites MMC
- Contrôle des processus systèmes
- Virtuel de l'Industrie informatique et robotique
- Écoconception de meubles, la restauration et la certification en IL
- Eco-Tech Welding
- Le traitement électronique et transmission de données
- Des techniques novatrices et des produits avancés en bois
- Modélisation mathématique et de logiciels
- Analyse économique et financière, gestion et marketing
- Qualité de vie et les performances humaines
- Gestion de la Qualité
- Communication Promotion et relations publiques
- Formation de personnels hautement qualifiés
- Législation et propriété intellectuelle

## Anciens étudiants célèbres
- Camelia Matei Ghimbeu, directrice de recherche au CNRS.